# 池田グループ

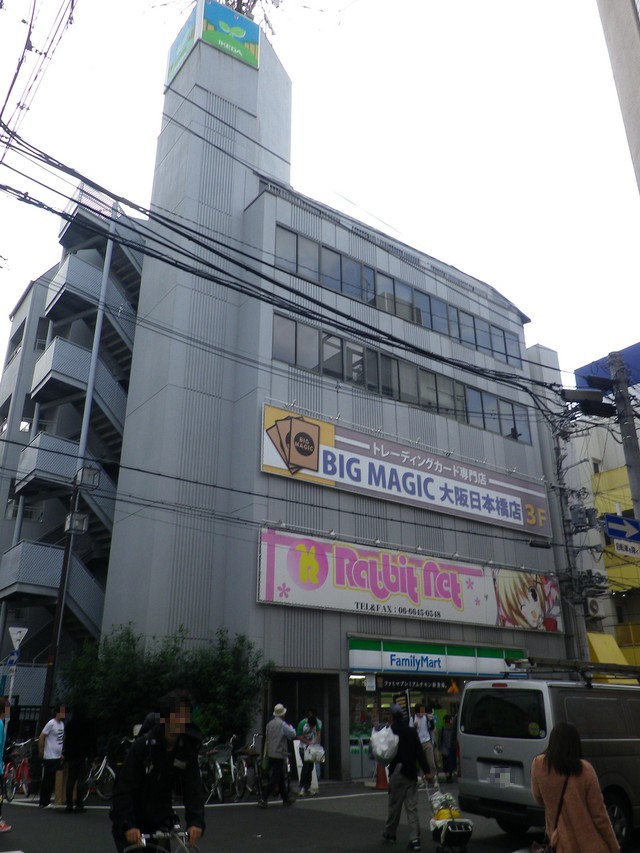
池田ビル（2012年、でんでんタウン）

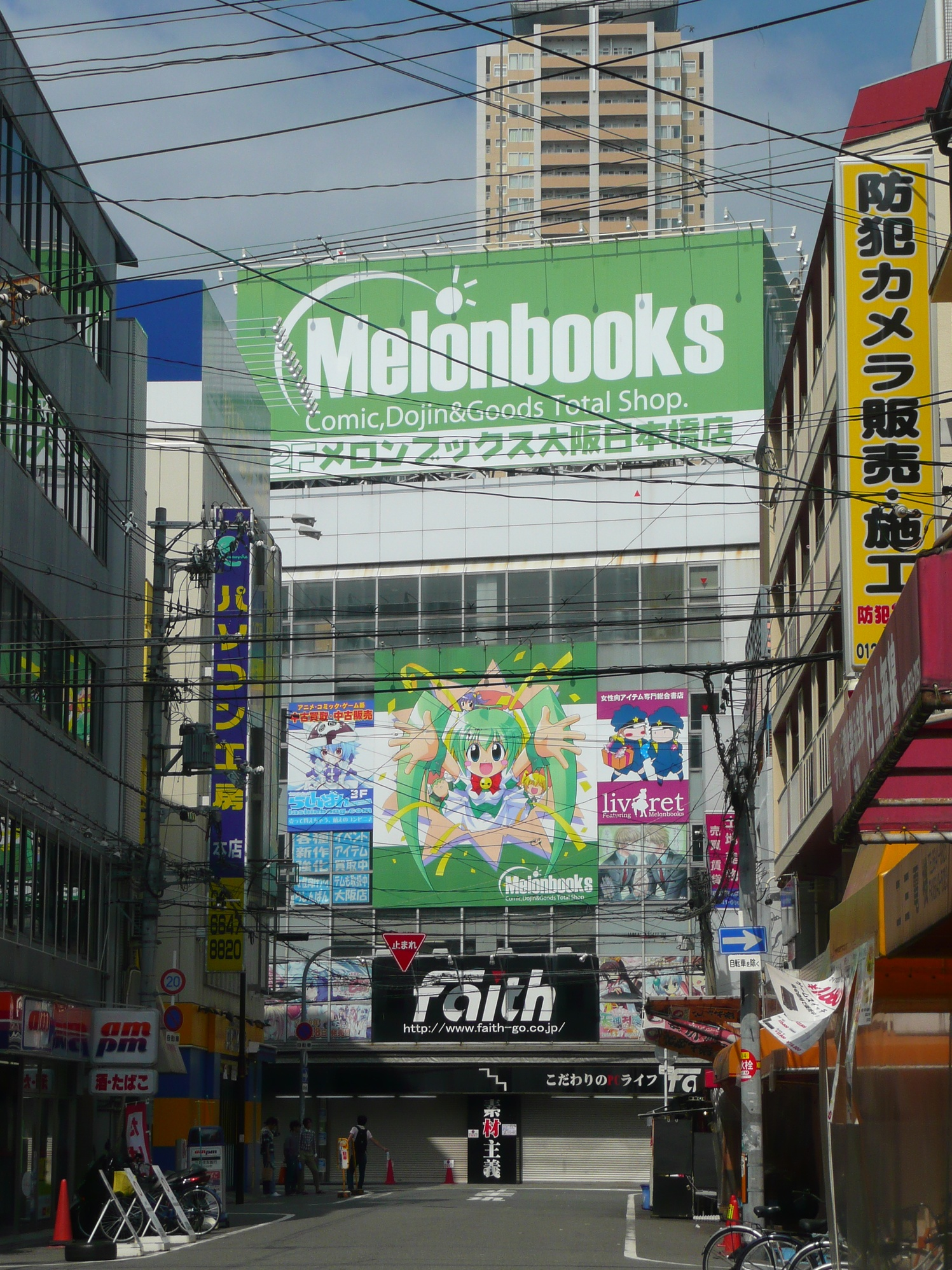
池田ビル2号館（2009年当時）
2023年時点はFaithに代わりアニメイトが入居
左端に池田ビルが見える

池田グループ（いけだグループ）は、大阪市浪速区を本拠地とする企業グループである。株式会社イケダコーポレーション他の企業で構成される。

## 概要
グループで不動産開発（デベロッパー）、不動産賃貸、駐車場事業、ホテル経営、解体工事、リサイクル業などを展開している。
イケダコーポレーションが解体工事とリサイクル業を担っており、大阪府柏原市に産業廃棄物の中間処理施設「柏原クリーンセンター」を有する。
不動産事業は、大阪市内を中心にテナントビル、ドーミーイン・御宿野乃、競輪場外車券売場「サテライト大阪」などの保有・賃貸を行っている。
また、富山市で2023年（令和5年）1月開業の「ダブルツリーbyヒルトン富山」の保有・経営を行っており、運営はヒルトンに委託している。同ホテルはヒルトンの北陸地方初進出となった。更に2023年（令和5年）には富山駅前では、富山市桜町1丁目で約1,650平方メートルの土地を取得しており、将来的な施設建設を見込むと、北日本新聞や富山新聞（北國新聞）で報じられている。

## グループ企業
- 株式会社イケダコーポレーション - 解体業、リサイクル業
- 日正株式会社 - 機械リース業、建設資材販売、不動産賃貸業
- エビス興産株式会社 - 駐車場事業、不動産開発業
- 株式会社池田ビジネス - 不動産賃貸業、ビル運営管理
- 株式会社M・Iコーポレーション - 不動産開発業
- サテライト大阪株式会社 - 公営競技の場外売場施設の賃貸
- 株式会社池田ホテルマネジメント - ホテル経営
- イケダエンジニアリング株式会社 - 総合建設業
- iパーク株式会社 - 駐車場事業
- iサポートサービス株式会社 - ビル管理、ビルメンテナンス

## 沿革
- 1952年（昭和27年）4月25日 - 池田組創業[1]
- 1963年（昭和38年）5月22日 - 株式会社池田組設立
- 1979年（昭和54年）2月17日 - エビス興産株式会社設立
- 2008年（平成20年）5月30日 - 株式会社池田組を株式会社イケダコーポレーションに商号変更
- 2018年（平成30年）3月26日 - サテライト大阪株式会社の株式取得

## 主な物件
ホテル
- ダブルツリーbyヒルトン富山 -富山県富山市新富町1-1-10
- ドーミーインPREMIUMなんば - 大阪府大阪市中央区島之内2-14-23
- ドーミーインPREMIUMなんばANNEX[8][9] - 大阪府大阪市中央区東心斎橋2-1-6
- 御宿 野乃なんば[10][11] - 大阪府大阪市中央区日本橋1-4-18
- 御宿 野乃大阪淀屋橋[12][13][14] - 大阪府大阪市中央区北浜2-5-19
- 御宿 野乃奈良[15][16] - 奈良県奈良市大宮町1-1-6
- Bali An なんば心斎橋店[17] - 大阪市中央区西心斎橋2-7-32
- Y's CABIN 大阪難波[18] - 大阪府大阪市中央区道頓堀2-2-9

テナントビル
- 池田ビル - 大阪府大阪市浪速区日本橋4-14-1
- 池田ビル南館 - 大阪府大阪市浪速区日本橋4-14-3
- 池田ビル2号館 - 大阪府大阪市浪速区日本橋西1-1-3
- 池田ビル3号館 - 大阪府大阪市中央区久太郎町2-5-10
- なんば池田ビル - 大阪府大阪市中央区難波3-6-11
- なんば1丁目池田ビル - 大阪府大阪市中央区難波1-9-8
- 池田ビル7号館 - 大阪府大阪市浪速区日本橋4-15-17
- IKEDA奈良三条通ビル - 奈良県奈良市三条町478-1

その他
- サテライト大阪 - 大阪府大阪市中央区日本橋1-4-18